# Período Sengoku
El período Sengoku (戦国時代 Sengoku jidai?, lit. ‘período de los Estados en guerra’) es un período muy largo de guerra civil de la historia de Japón. Se inició a fines del período Muromachi en 1467 con la guerra de Ōnin (la guerra duró de 1467 a 1478) hasta el período Azuchi-Momoyama en 1568. La paz final y el orden no llegaría hasta 1615, en el período Edo.

## Acontecimientos del período Sengoku
En 1466 los bonzos del monte Hiei bajaron por enésima vez a Kioto con las armas en las manos, esta vez para quemar el Hongan-ji, de la secta Ikkō Ikki. Dos años después ocurría en Kioto, capital de las flores, el incidente o revuelta de Onin, que se propagó en seguida a todo el país, marcando el comienzo de cien años de inestabilidad. La autoridad del shogunato Ashikaga fue destruida, y su poder limitado a la capital de Kioto, lo que llevó al descontrol, al caos y a la guerra civil. Fuera de la capital, los daimyō y los magistrados afirmaban ser leales súbditos del Emperador y el shōgun, pero en realidad no confiaban más que en su propio poder para escalar al poder supremo y la jefatura de la nación.
En 1473 Rennyo, bonzo principal de los Ikko, erigió en Yoshizaki de Echizen un monasterio-fortaleza, de los cuales se levantaron muchos otros más adelante. Un año más tarde se retiraba el octavo shogun Ashikaga, después de veinticinco años de inestabilidad: aparte de que nadie le obedecía, había decretado una amnistía de las deudas de los samurái trece veces.
En 1480, en vista de los estragos causados en las costas chinas por los wokou (piratas japoneses), que solían ser asesorados en sus operaciones por algunos forajidos chinos, la corte de los Ming prohibió el comercio con Japón y continuó el contrabando.
En 1487 ocurría el primer levantamiento armado de los bonzos y fieles de la secta Ikko, los cuales consiguieron derrotar a Togashi, daimyō de Kaga.
Dos años después se terminaba de construir el Ginkaku-ji, que intentaba ser una réplica del Templo Kinkaku-ji, erigido también en Kioto cien años antes, que estaba revestido de láminas de oro. 
En 1500 el cadáver del emperador Go-Tsuchimikado estuvo seis semanas insepulto, por carecer la casa imperial de dinero para los funerales.
En 1510 acaeció en Corea un incidente que marcó para Japón el comienzo de un nuevo período de aislamiento. Unos japoneses que mercadeaban en los puertos de Pusan, Chefo y Yonfo se rebelaron contra las autoridades locales y hubieron de retirarse a Japón, después de perder a doscientos noventa y cinco de los suyos. Con esto quedaron cortadas las relaciones entre los dos países.
En 1512 se registraron en Japón los primeros casos de sífilis, enfermedad que se denominó morbo chino.
En 1513 China permitió reanudar el comercio con Japón, pero en vista de que continuaban las depredaciones de los piratas japoneses, conocidos como wako y también como bahan, el undécimo emperador Ming, Zhengde, renovó las prohibiciones contra el comercio con el exterior,y hasta mandó evacuar los pueblos costeros varias millas hacia el interior. Esta incomunicación entre las dos grandes potencias del Oriente fue providencial para los portugueses, que veintidós años más tarde se convirtieron en intermediarios del comercio entre China y Japón.
La continua guerra, los prodigios celestes y terrestres y la postergación de la casa imperial hicieron que durante sesenta y seis años, de 1521 a 1587, el mikado no se dejase mostrar en público ni una sola vez.